# Tipula varineura
Tipula varineura är en tvåvingeart som först beskrevs av Jacques-Marie-Frangile Bigot 1888.  Tipula varineura ingår i släktet Tipula och familjen storharkrankar. Inga underarter finns listade i Catalogue of Life.